# Palast des Sardars

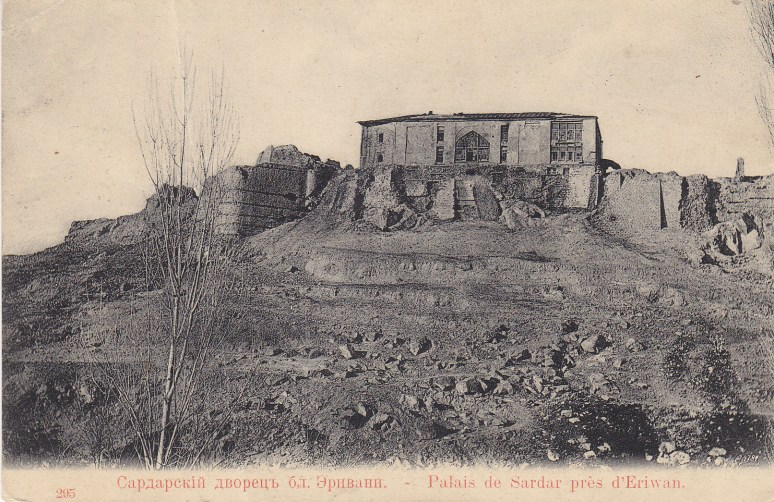
Foto des Palastes in einer alten Postkarte

Der Palast des Sardars war die Residenz des Khanats Jerewan. Heute steht die Jerewaner Brandy-, Wein- und Schnapsfabrik Ararat auf dem Gelände des Palastes.
Der Palast wurde 1819, neun Jahre vor Abtretung der Region an das Russische Kaiserreich, vollendet. Viele Inschriften waren aus dem 18. Jahrhundert und bestanden aus Zitaten persischer Gedichte oder Lobgedichten auf Feth-Ali-Schah und den letzten Sardar des Khanats, Hussein-Kuli-Chan. Die Palast-Moschee war mit einer langen Inschrift verziert, in welcher eine Elegie Muchtaschems auf Morde in Kerbela wiedergegeben war.
In den 1850er Jahren, unter russischer Herrschaft, kamen an den restaurierten Palast vier große (1 m × 2 m) Öl-Porträts des aserbaidschanischen Künstlers Mirza Kadim Erivani.

## Galerie

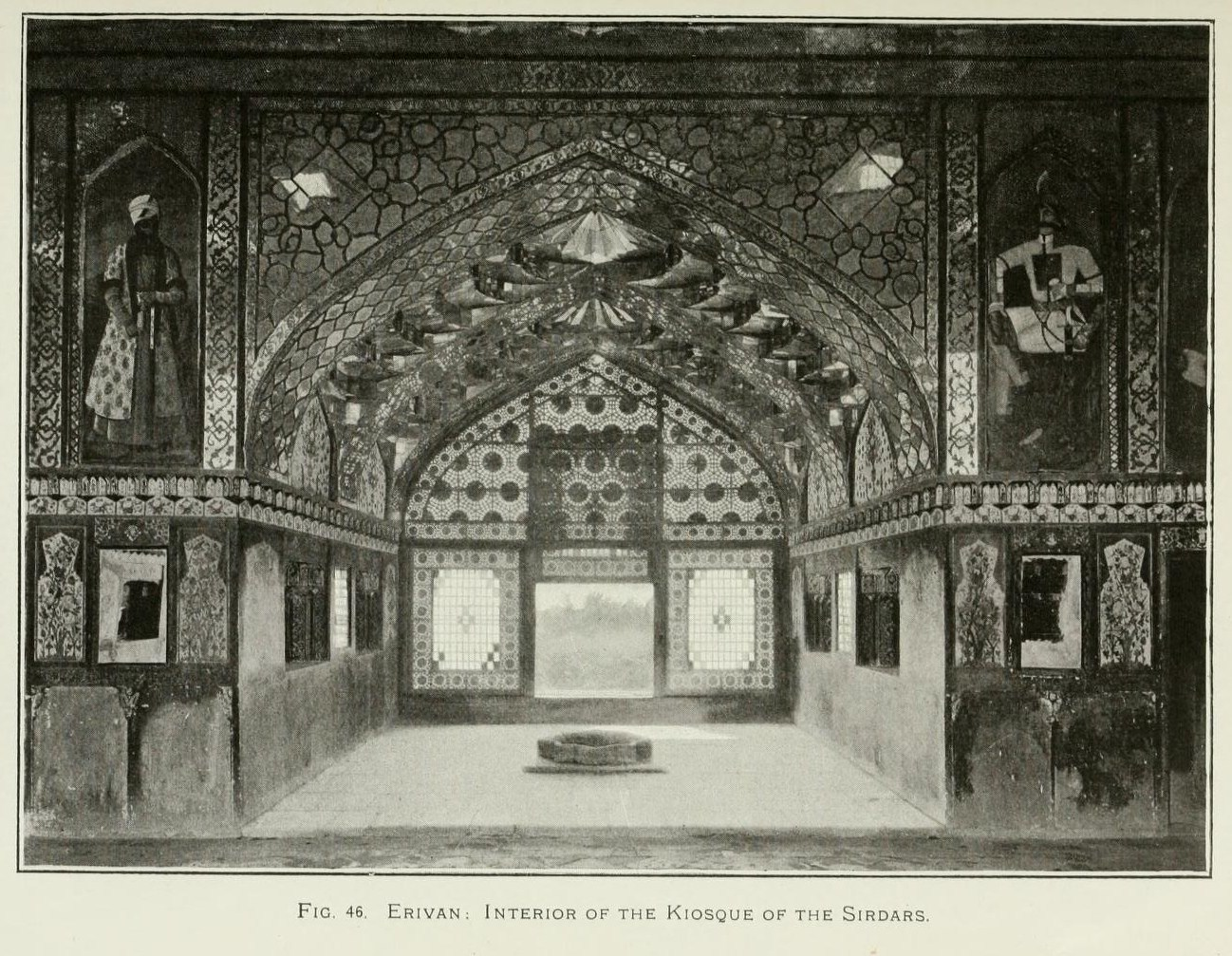
Interieur, Anfang des 20. Jhd.
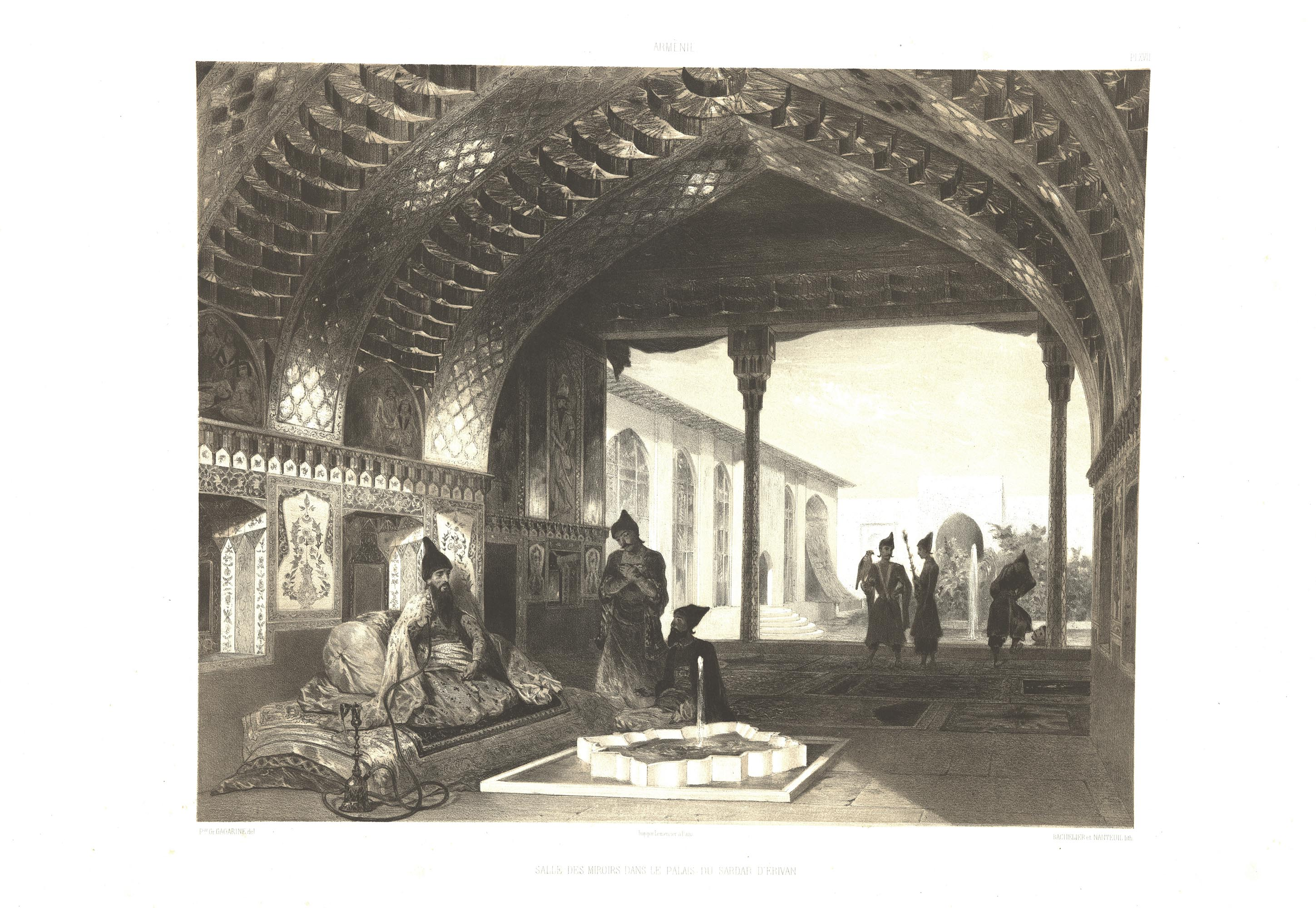
Spiegelsaal des Palastes, Zeichnung von Grigori Gagarin, 19. Jhd.
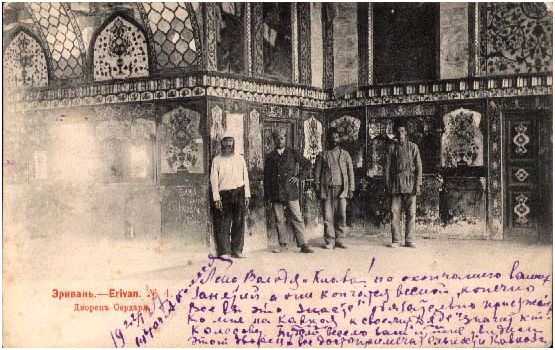
Interieur, Foto in einer alten russischen Postkarte
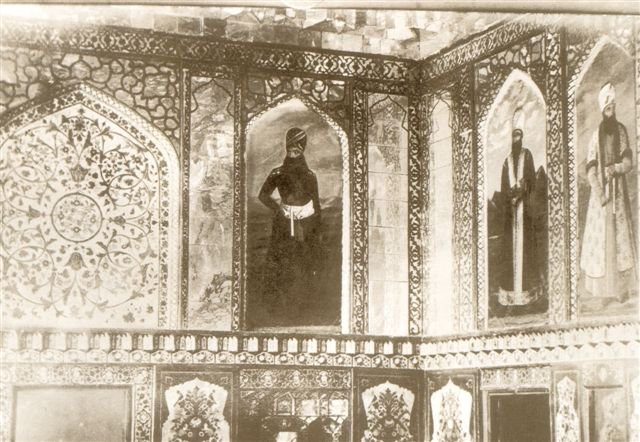
Foto des Interieurs